# The Only Place
The Only Place — второй студийный альбом американского рок-дуэта Best Coast, изданный 15 мая 2012 года на лейбле Mexican Summer. Альбом был спродюсирован Джоном Брайоном и записан в студии Capitol Studios в Лос-Анджелесе, штат Калифорния. Альбом был вдохновлён в первую очередь потрясениями, последовавшими за неожиданным успехом дебютного альбома Crazy for You. Для этого дуэт попытался дистанцироваться от Lo-Fi эстетики своего первого релиза, альбом The Only Place был вдохновлён кантри-музыкой 1960-х и Fleetwood Mac.
Пластинка получила в целом благоприятные отзывы музыкальных критиков, хотя многие рецензенты разделились во мнениях относительно звучания альбома.

## История
После выхода дебютного альбома Crazy for You (2010) группа начала активную гастрольную деятельность, которая впоследствии послужила источником вдохновения для лирического содержания The Only Place. Косентино почувствовала, что ее жизнь кардинально изменилась за два года после выхода альбома, ведь она никогда не проводила так много времени вдали от дома . Вместе с быстрым и громким успехом пришел интенсивный уровень внимания, яростные интернет-ненавистники и яд от отдельных критиков, некоторые из которых рассматривали материал Косентино как антифеминистский. Crazy for You и ее звучание, «простые и резкие песни […] играющие с мелодическими структурами 1950-х и 60-х годов», стали чем-то вроде ориентира для Best Coast и были взяты на вооружение несколькими другими группами. Косентино прятала свой вокал за слоями реверберации и дисторшна, что было продолжением ее сценического беспокойства. В результате Косентино захотела направить вторую пластинку в совершенно иное русло.

## Отзывы
| Совокупная оценка | Совокупная оценка |
| Источник          | Оценка            |
| ----------------- | ----------------- |
| Metacritic        | 66/100            |
| Оценки критиков   |                   |
| Источник          | Оценка            |
| AllMusic          | [ 7 ]             |
| The A.V. Club     | B−                |
| NME               | 4/10              |
| Pitchfork         | 6.2/10            |
| Spin              | 8/10              |

Альбом получил положительные отзывы музыкальной критики и интернет-изданий. На сайте Metacritic, который присваивает нормализованный рейтинг из 100 баллов рецензиям основных критиков, альбом получил средний балл 66 на основе 34 профессиональных рецензий, что означает «благоприятные отзывы».
В своей рецензии для Spin Джон Янг пишет: «The Only Place обеспечивает захватывающую драму в зажигательном поп-пакете, Брион спасает Best Coast от размытого, lo-fi инди-шаблона, очищая их звук и увеличивая потенциал для мейнстримовой привлекательности экспоненциально без уменьшения их художественного авторитета», и присуждает альбому 8 баллов из 10 возможных.
Негативные отзывы, похоже, были сосредоточены на лирике Косентино. Бен Хьюитт в рецензии для NME поставил The Only Place 4 балла из 10 возможных. Он заявил: «Обморочное очарование дебютного альбома Best Coast Crazy for You заключалось в его приятных слакерских вибрациях, а не в изобретениях, но здесь они повторяют все заново… с механическим джангл-попом и вызывающей дрожь банальностью текстов Косентино».
Эван Рытлевски в рецензии для The A.V. Club поставил The Only Place оценку B-. Он отметил, что «Косентино укрепила свой голос и показала настоящий эмоциональный диапазон. Возможно, в альбоме № 3 она начнёт отрабатывать новые схемы рифм».
Альбом занял 14-е место в списке 50 лучших альбомов 2012 года по версии Rolling Stone: «С меньшим количеством реверберационной гитарной дымки, за которой можно спрятаться, ее голос становится одним из самых сильных в инди-роке».

## Список композиций
Слова и музыка всех песен — Bethany Cosentino.
| №   | Название                          | Длительность |
| --- | --------------------------------- | ------------ |
| 1.  | «The Only Place»                  | 2:40         |
| 2.  | «Why I Cry»                       | 2:17         |
| 3.  | «Last Year»                       | 3:33         |
| 4.  | «My Life»                         | 2:12         |
| 5.  | «No One Like You»                 | 3:02         |
| 6.  | «How They Want Me to Be»          | 3:52         |
| 7.  | «Better Girl»                     | 2:54         |
| 8.  | «Do You Love Me Like You Used To» | 3:16         |
| 9.  | «Dreaming My Life Away»           | 3:22         |
| 10. | «Let's Go Home»                   | 2:35         |
| 11. | «Up All Night»                    | 4:37         |

| №                   | Название            | Длительность |
| ------------------- | ------------------- | ------------ |
| 12.                 | «Mean Girls»        | 3:40         |
| 13.                 | «Angsty»            | 2:53         |
| Общая длительность: | Общая длительность: | 40:53        |

| №                   | Название                                                | Длительность |
| ------------------- | ------------------------------------------------------- | ------------ |
| 12.                 | «Angsty»                                                | 2:53         |
| 13.                 | «Storms» (Fleetwood Mac cover; written by Stevie Nicks) | 4:14         |
| 14.                 | «How They Want Me to Be» (original demo)                | 3:47         |
| Общая длительность: | Общая длительность:                                     | 45:14        |

## Чарты
| Чарт (2012)                                  | Высшая позиция |
| -------------------------------------------- | -------------- |
| Австралия (ARIA)                             | 65             |
| Ирландия (IRMA)                              | 86             |
| Ирландия Independent Albums (IRMA)           | 12             |
| Шотландия (Scottish Albums Chart)            | 58             |
| Великобритания (UK Albums Chart)             | 55             |
| Великобритания (UK Independent Albums Chart) | 7              |
| США (Billboard 200)                          | 24             |
| США (Billboard Independent Albums)           | 5              |
| США (Billboard Top Alternative Albums)       | 6              |
| США (Billboard Top Rock Albums)              | 10             |